# Municipio 4 (Mailand)
Der Municipio 4 (etwa: „4. Stadtbezirk“) ist einer der 9 Stadtbezirke der norditalienischen Großstadt Mailand.
Zum Municipio gehören unter anderem die Stadtteile bzw. Orte Calvairate, Casanova, Castagnedo, Cavriano, Corvetto, Forlanini, Monluè, Morsenchio, Nosedo, Ponte Lambro, Rogoredo, Santa Giulia, San Martino und Taliedo.